# Many Scrappy Returns
Many Scrappy Returns è un cortometraggio muto del 1927, diretto da James Parrott con suo fratello Charley Chase uscito in sala il 9 gennaio 1927.